# Condado de Napa
O condado de Napa (em inglês:  Napa County) é um dos 58 condados do estado americano da Califórnia. Foi fundado em 1850. A sede e cidade mais populosa do condado é Napa.

## Geografia
De acordo com o United States Census Bureau, o condado possui uma área de 2 042 km², dos quais 1 938 km² estão cobertos por terra e 104 km² por água.
A combinação de clima, geografia e geologia proporciona um ambiente adequado para o cultivo de uvas de qualidade para produção de vinhos. O vale de Napa é cercado pela montanhas Mayacamas a oeste e a leste pelas montanhas Vaca.

## Demografia
Segundo o censo nacional de 2010, o condado possui uma população de 136 484 habitantes e uma densidade populacional de 69,8 hab/km². Possui 54 759 residências, que resulta em uma densidade de 28 residências/km².
Das 5 localidades incorporadas no condado, Napa é a mais populosa e também a mais densamente povoada, com 76 915 habitantes e densidade populacional de 1 665 hab/km². Yountville é a menos populosa, com 2 933 habitantes. De 2000 para 2010, a população de American Canyon cresceu 99% e a de Santa Helena reduziu em 2%. Apenas uma cidade possui população superior a 50 mil habitantes.

## Economia

### Turismo
O Vale de Napa é o segundo lugar mais visitado por turistas no estado da Califórnia. Com mais de quatro milhões de pessoas, perde somente para a Disneylândia, no mesmo estado.
Para transporte dos turistas entre os vinhedos do vale, existe um serviço de trem, o Napa Valley Wine Train, com vagões dotados de ambientes adequados para degustação das diversas marcas de vinho da região. O trem faz viagens programadas entre a cidade de Napa e Santa Helena, passando pelas vilas de Yountville, Rutherford e Oakville.